# Грабів (Калуський район)
Гра́бів — село Долинської громади Калуського району Івано-Франківської області України.

## Перша згадка, перекази та легенди
Перша згадка про село Грабів припадає на початок XVI століття.
1582 року воно входило до Долинського повіту, королівства Галичини і Володимирії Австро-Угорської імперії.
Першими поселенцями даної території були мешканці села Крива.
Село Грабів розміщене в пониззі гірської річки Манявки, яка на той час була досить повноводною і в ній водилося багато риби. На  її берегах  пастухи  з Криви випасали худобу. Ця мальовнича територія і приглянулася одному з вівчарів, який вирішив переселитися сюди із сім'єю. Тож, першими мешканцями села, за переказами, була родина Бома
Перші поселенці займалися землеробством, скотарством, рибальством та ремеслами. Але, в основному, село Грабів — це поселення лісорубів. Із допомогою сокир та пил вони звалювали велетенські дерева, корчували могутні пні, щоб збільшити місце для житла і землеробства. Житло спочатку було дуже схоже до коли́би — сезонного житла пастухів і лісорубів, поширеного в гірських районах Карпат та на Балканах. У хаті ставили глинобитну піч, у якій палили товстими колодами. Дим у такій хаті виходив через отвір у стелі .Для освітлення використовували букові скіпки. У зимовий період у такій хаті жила і худоба, тільки невелика перегородка відділяла тварин від людей.
Усі знаряддя праці, в основному, були дерев'яними. Землю грабівчани орали  дерев'яними плугами із залізними наконечниками . Основними сільсько-господарськими культурами були: яре жито, овес, просо, ячмінь, льон, коноплі. З городини — картопля, цибуля, часник, капуста, горох, квасоля, буряки.
Житнє і вівсяне зерно мололи на крупу та борошно. У деяких сім'ях хліб, взагалі, був нечастим гостем на столі. Врожайність не була високою, тому основним було тваринництво. Свійські тварини одягали і годували людей, і були основним товаром для продажу та обміну на ярмарках міста Долини, яке було повітовим містом до 1939 року. Переважно зі шкіри, вовни  та льону виготовляли одяг: сорочки, штани («сподні»), спідниці(«димки»), вуяжі, бунди, кожухи, хустки.
За переписом у 1939 році в селі проживало 1570 мешканців (1530 українців, 10 поляків, 10 євреїв і 20 німців та інших національностей
Походження назви.
Перші майбутні жителі села Грабів спочатку проживали біля невеличкої річки, яка петляла поміж лісами, Крива. Звідси і пішла назва поселення  Крива. У пошуках звірини та кращих пасовищ для худоби люди бродили навколишніми лісами і натрапили на більшу, повноводнішу річку. Тут водилося багато риби і можна було поставити млин. Ця річка — Манявка тому і отримала таку назву. Тому, що «заманила»  - покликала на свої береги жителів села.  
  За іншою версією територія села належала пану Манєвському(Манявському).
А ще одна легенда  розповідає, що у цій річці жили чарівні істоти -  мавки, які манили до  себе людей
        На берегах Манявки, яка протікає через село, та в навколишніх лісах росли великі та розлогі дерева — граби. Завдяки ним, за однією із версій, село і отримало свою назву — Грабів.

## Географія
Воно розкинулося в міжгірній улоговині біля берегів невеличкої швидкоплинної гірської річки Манявки, яка стрімкими грайливими потоками стікає з передгір'я Карпат. Село знаходиться на північному заході Рожнятівського району.
Площа села Грабів постійно збільшувалася. За польським переписом  загальна площа села була 22,72 км², зараз — 43км². До Грабівської сільської ради входять с. Грабів і с. Крива. Селу також належить урочище «Жолоби», яке розміщене на території Долинського району.
Село Грабів знаходиться за 17 км від районного центру смт Рожнятів, від обласного центру м. Івано-Франківськ — за 80 км і на відстані 12 км від залізничної станції міста Долини.

## Археологічні пам'ятки та знахідки доісторичного періоду
Територія навколо села — суміш мальовничості та таємничості.  Ви, наче потрапляєте у доісторичні місця, що вражають не лише красою й магічністю, переноситися зі звичного місця в інший світ — світ природи, зелені і чистого повітря та величезних незвичних каменів. "Кам'яний  " — саме так називається одне з урочищ села. Кажуть, що тут колись був вулкан, при вивержені якого вибило ці неймовірні каменюки. Найбільші з них: «Дякова скриня», «Воронячий дзьоб»(«дзюбок»), «Великий горбач», « Малий горбач», «Колибач». Про  ці камені відомо небагато, але дослідження  тривають, і запитань більше, аніж відповідей: адже камені дуже добре вміють зберігати таємниці. Незаперечним лише є факт — камінь Колибач — це місце з потужною енергетикою, недаремно воно, ймовірно, використовувались стародавніми людьми з культовою метою.
Науковці Карпатської археологічної експедиції навчально-наукового Інституту історії, етнології і археології Карпат Прикарпатського національного університету імені Василя Стефаника вважають, що тут існувало поселення ще в дохристиянські часи, а камінь, який має форму голови змії, був святилищем древніх язичників. Модель храму вказує на те, що святилище розглядали як священну подобу Всесвіту. На Колибачі знайдено велику кількість петрогліфів. Вони об'єднані у теогонічні й космогонічні композиції, символічні моделі, уособлювали світотворчі сили природи й мали ритуальне призначення. Тож, ці унікальні геологічні пам'ятки, що у незайманому вигляді збереглись до наших днів, надихнуть кожного бадьорістю та хорошими настроєм на довгий час, а враження від побаченого надовго залишаться у вашій пам'яті.     
НОВИЙ ЕКОЛОГІЧНИЙ МАРШРУТ «Грабів – камінь Воронячий Дзьоб – камінь Колибач – урочище Хоромищі» - надасть туристові  можливість захоплюючої подорож зі звичного місця - в світ природи, зелені і чистого повітря. Загалом, пройшовши маршрутом, можна побачити щонайменше сім кам’яних пам’яток, скуштувати джерельної води, лісових дарів та насолодитись лісовою тишею та неймовірними пейзажами. 
Даний маршрут пропонує захоплюючу подорож зі звичного місця в інший світ - світ природи, зелені і чистого повітря.Під час цієї подорожі турист побуває у доісторичних місцях, що вражають не лише красою та мальовничістю, а й таємничістю.
                             Грабівський Святомихайлівський монастир
На відстані 2 км від Колибача знаходиться  ще одне священне місце — урочище Хоромищі. Згідно писемних пам'яток у кінці XVII — середині XVIII ст. тут діяв монастир, який складався із дерев'яної церковці і кількох господарських будівель. Місце давнього монастиря нині являє собою оточену лісом галявину, на краю якої є камінь з витесаним невеличким хрестиком.   Урочище, де містилася чернеча оселя, називають Хоромищі: за переказами, там колись стояли хороми, тобто гарні монастирські будинки, при цьому уточнюють, що споруди були навіть цегляними. Оповідають також, що на Хоромищах був ще і храм, який спалили під час нападу турецько –татарської орди, а місце почали називати «Храмище», перетворене згодом на «Хоромище».
Один із старожилів села Тимчій Микола Антонович (1910 р.н.) називає це урочище «Хоронищі». За його розповіддю, там колись була церква, монастир (кляштор), де люди «хоронилися»(ховалися, рятувалися) від татар. М.Тимчій пригадує, що на Хоронищах був хрест, який перенесли у село. Очевидно, пам'ятний хрест стяв на давньому монастирищі. Сьогодні місце розташування старого хреста невідоме.
Серед місцевого населення, як грабівчан, так і мешканців довколишніх сіл, побутував цікавий звичай: коли йшли на Хоромищі, на місце монастиря кидали галузку, гілку, квітку — «кидали на міт». Такі дії, напевно, пов'язували із вшануванням пам'яті потерпілих від татар людей і ченців, які надавали їм притулок(«схоронили», «охоронили»). Існувало і досі існує повір'я, що якщо цього не зробити, то обов'язково заблукаєш у лісах.
   Із Хоромищами пов'язують історію сусіднього з Грабовом села Ілемня. Перша письмова згадка про Ілемню датована 1582 роком, але, на думку краєзнавців, поселення виникло значно раніше. За твердженням дослідника-краєзнавця Ігора Сеньківа, у ІХ-Х століттях Ілемня була столицею Карпатського князівства — хорватського племені дядошан, що заселяли територію Бойківщини, а саме — землі сучасних Рожнятівського, Долинського (Івано-Франківська обл.), Сколівського та Стрийського районів (Львівська обл.).У кінці Х століття дядошани та інші хорватські князівства — присяни, требовляни та поборяни утратили свою незалежність і були приєднані князем Володимиром до Київської Русі.   У результаті столицю  Карпатського князівства дядошан, розміщеного поблизу сучасного села Дідушиці на Стрийщині, було перенесено до Ілемні. Нова столиця карпатських хорватів, за твердженням І.Сеньківа, займала величезну територію, на якій після її занепаду виникли навколишні села, в тому числі Ілемня та Грабів.
  На території Грабова, в урочищі Хоромищі був один із князівських замків. І.Сеньків згадує, що на горі Гулянка, де стояв княжий замок було також капище, на місці якого з прийняттям християнства збудували церкву. Природно припустити, що й біля замку на Хоромищах могло існувати капище, де пізніше також побудували церкву, храм, а згодом і чернечий осідок, що став відомий як Грабівський монастир. На існування у Грабові якогось двору, можливо, замку, вказує назва поселення. В історико -етимологічному словнику Мирослава Габорака ойконім «грабів» пояснюється так: назва є присвійно-прикметниковим утворенням на — ів від власного імені(прізвища чи прізвиська) Граб. Первісне значечення «Грабів» (двір чи ін.) Топонім також можна кваліфікувати і як похідне утворення від прикметника  грабів, грабовий -вкритий грабами, але, очевидно, назва поселення Грабів пов'язана з його первісним значенням, можливо, із замком, двором, розміщеним в урочищі Хоромищі.
   У місцевих переказах про монастир у Грабові вказуються роки його існування 1711—1756, що свідчить уже не про легендарний характер розповідей, а й про діяльність конкретної церковної інституції. Ці роки функціонування монасстия підтверджуються архівними згадками, зокрема, в узагальнюючих роботах із історії василіянських монастирів, серед яких основними є праці о. Михайла Коссака та о. Михайла ваврика. За їхніми даними, монастир був заснований у XVIIстолітті та існував до 1765 року. Тоді чернечий осередок було прилучено до Гошівської обителі.
Даний монастир став об'єктом обстеження Експедиції Івано-Франківського краєзнавчого музею та Обласного відділення Українського товариства охорони пам'яток історії та культури (жовтень 2007 р.)
У фондах Івано-Франківського художнього музею зберігається ікона «Розп'яття», датована мистецтвознавцями серединою XVI століття. До початку 1980-х років образ знаходився в церкві архангела Михаїла у Грабові. Після закриття храму у 1960 році ікону разом із іншим церковним майном було вивезено в церкву сусіднього селя Лоп'янка, звідки у 1984 році її передано до музею.
Сьогодні місце давнього українського монастиря оточене лісом, що вкриває всю гору. Оскільки письмові джерела про нього обмежені кількома згадками, то важливу інформацію могли би дати археологічні обстеження монастирища  - Храмища.

## Сторінки літопису населеного пункту до ХІХ століття.
Значної біди жителям Грабова, так як і мешканцям усіх сіл та хуторів на території України, завдавала панщина. Працювали на пана 3 дні, а потім панщина зросла до 4 днів на тиждень. Кожний селянський двір мусив її відробити своїм реманентом, привезти для пана віз дров. Кожного місяця село давало панові певну кількість ягід, грибів, городини.
Час від часу наставали періоди вибуху народного гніву та помсти. У славному 1648 році грабівчани не стали осторонь всенародної боротьби, разом із жителями сусідніх сіл брали участь у розгромі панських маєтків.        
           Великої шкоди населенню Західної України завдав спустошливий напад турецько-татарських орд під проводом Ібрагіма-паші у 1676 році. Цей похід досяг і села Грабів. Про це розповідає легенда про один з каменів «Дякова скриня». Кажуть, що там ховався сільський дяк, якого хотіли вбити татари.
         Великими оборонцями знедолених селян проти панів і кріпацтва були орли Карпат — опришки –"чорні хлопці", які блискавично налітали з гір і лісів на ненависних панів. Документальні матеріали свідчать, що легендарний Олекса Довбуш, здійснюючи свіої походи, неодноразово проходив і через територію нашого району. Так, у 1739 році він дійшов до Перегінська, а в 1744 році, повертаючись і Борщева, після знищення полковника Златицького, зайшов до Ясеня. Здійснюючи великий похід на Дрогобич і Турку, Довбуш проходив зі своїм загоном через Перегінське на Ілемню та Грабів.
       Меленевич Михайло, житель села, зі спогадів своїх родичів розповідає, що у загоні Довбуша, був опришок «Олінь», який загинув неподалік села. Відтоді, це місце називають «Оленів». У загін Довбуша також входив житель нашого села на прізвище Павлів.
    Боротьба трудящих проти кріпацтва в країнах Західної Європи завершилась буржуазно-демократичною революцією 1848—1849 років і падінням кріпосного права в Прусії та Австро-Угорській імперії. Наляканий революцією Австро-Угорський уряд від 17 квітня 1848 року змушений був скасувати панщину. Щоб увіковічнити цю знаменну дату у селі був встановлений пам'ятний хрест.
    У селі був війт та його помічники. Виборна громадська старшина намагалася впливати на життя селян. Мій прапрадід, Васько Василь Григорович (1905—1988) 6 років був помічником війта, а потім 9 років  війтом головою Грабівської сільської ради.
Ще один прапрадід Чекіт Іван Дмитрович (1890—1950) воював на Австрійській війні, де був поранений у ліву ногу.
За певні проступки сільський уряд мав право позбавити волі. У селі було місце для арештантів. Також застосовувалися штрафи до 15 злотих, які йшли в громадську касу. З цієї каси платили війту, писарю, поліціянту та ліснику. Сама ж каса утворювалася на основі збору податків за землю.  Орної землі ж у Грабові було небагато, а врожайність була низькою. Дуже гострою була продовольча проблема. Крім податків, несправедливих законів, пошесних хвороб справжньою бідою було боргове павутиння та обман корчмарів. Багато селян були змушені наймитувати і шукати заробітків за межами села.
    У кінці ХІХ століття Австро-Угорський цісар подарував селу Грабів урочище Жолоби, яке знаходиться в межах Долинського району, для випасання волів. Розкопки свідчать, що у цій місцевості люди проживали ще у ІІ-ІІІ століттях. У 1866 році у селі була тривіальна школа, а в 1931—1932 роках — двокласна українська школа, де навчалося 130 дітей.

## Історія населеного пункту в ХІХ- ХХ століттях.
Після розпаду Австро-Угорській імперії 1918 року село Грабів увійшло до складу Західно-Української Народної Республіки (ЗУНР), в основі війська якої були солдати — українці. Із грабівчан у січових стрільцях був Мазничка Федір. У центрі села Грабів є насипна могила на честь січовиків.
  На війну 1914—1918 років були мобілізовані всі боєздатні чоловіки села. Через село проходила лінія фронту і грабівчани цілими сім'ями були змушені переховуватися у лісі .Разом із худобою і маленькими дітьми люди покидали свої домівки та шукали схованку в навколишніх лісах.
Багато односельчан не повернулися з війни. А Мазничка Дмитер, повернувшись у рідне село, приніс із собою «волоський»(грецький) горіх. Саме з того часу у Грабові ростуть грецькі горіхи.
Під час влади Польщі на Галичині волосним для нашого села стало село Спас. І в той час велася вирубка лісових масивів. Тут орудувала польська фірма «Дамно», яка відправляла підготовлені колоди до лісопилок Брошнева.
 Дещо оговтавшись від воєнного лихоліття, грабів чани починають розвивати своє господарство: починають висівати більше льону, зростає поголів'я коней та волів, покращується ткацтво, кушнірство, ковальство та столярна справа.
    Проте, вже у 1938 році, вдаючи з себе ревних захисників свободи українського народу та рятівників від польського ярма, і на нашу територію заходять більшовики.  22 вересня 1938 року більшовики вже були у Рожнятові і з  перших днів багато патріотів («ворогів радянської влади») було кинуто в тюрми, поїхали перші поїзди з ув'язненими до Сибіру.
          Та незабаром почалася друга світова  війна і на зміну одним загарбникам прийшли інші — німецько-фашистські. Ще напередодні війни майже в кожному селі була створена сітка ОУН. Першими до німецьких воїнів із добрими намірами вийшли троє селян — Федечко Василь Панькович, Васько Антон Григорович, Васько Дмитро Григорович — перші засновники УПА у Грабові. Проте, «визволителі» їх розстріляли.
             Одним із визначних діячів УПА був уродженець села Грабів -  Василь Павлів (1923—1951). 1918 року його призвали до служби у Червоній армії і піхотинцем у боротьбі з німецько-фашистською навалою він дійшов до Берліна. Повернувшись із фронту в рідне село, Василь не зміг змиритися з тим, що українську землю топтали інші окупанти, які нівечили й зневажали мову та дух його народу. Тож він приєднався до лав воїнів УПА і до 1951 року під псевдонімом «Ярема» був бойовим розвідником сотні, що діяла на теренах Рожнятівщини.  Але про його діяльність з часом дізналися енкаведисти . Влітку 1951 року, повертаючись із секретним дорученням у боївку в урочищі Клива, що була між селами Грабів та Ілемня, «Ярема»  потрапив у засідку. Один із енкаведистів поранив його в ногу і, побачивши неминучий полон та майбутні тортури, Василь вистрелив собі у скроню.
     Для такого невеличкого села, як Грабів, 45 полеглих на фронтах Великої Вітчизняної війни — це дуже багато. Хлопців забирали на війну і тоді, коли фронт вже відкотився за межі нашої держави. 22 людей пропало безвісти, 16 — поховано у Польщі, 5- в Німеччині, 1- у Китаї, 1 — Чехії.
       Повернулося з війни 46 чоловік, з них до 60-річчя Перемоги дожило 6: Стефан Йосип миколайович, Дмитровський Іван Федорович, Тисяк Іван Васильович, Зузанчук Антон миколайович, Чігур Михайло Іванович та Чекіт Михайло Іванович .
Перший автобус у Грабів почав їздити у 1960 році.
У 1968 році в село було проведено електрику та підключено до державної мережі.
  На місці старої школи у 1979 році відкрили дитячий садок, який через кілька років перестав функціонувати. І в даний момент, на превеликий жаль, дитячого садка у селі немає.
  У 1978 році у Грабові відкрили нову загальноосвітню школу І-ІІ ступенів. Першим її директором був Федорко Микола Васильович.
У 1994 році село Грабів було відділено від Лоп'янецької сільської ради та утворено Грабівську сільську раду, до якої ввійшли села Грабів та Крива.   Першим головою був Проскурник Володимир Іванович.

Церква архангела Михаїла
Як і у кожному селі, у Грабові центром, де збиралися люди, була церква. Як свідчить карта села, яку знайдено у Львівському архіві, це була церква Святого Миколая. Вона була збудована в другій половині XVII століття(близько 1690 років) і  розташована на правому березі від центра села, де за радянських часів був колгосп. Ймовірно, це була церква перенесена з монастиря в урочищі Хоромищі.  За іншими даними церква була збудована 1712 року.
У 1780 році діючу церкву було перенесено на ліву сторону села, де вона знаходиться і зараз. З невідомих причин церква стала називатися церквою Святого Михаїла і носить таку назву і в наш час.    Перебудована в другій половині XVIII ст., після чого, ймовірно, отримала сучасні форми. У радянський час стояла зачинена, відновлена і відкрита для богослужінь у 1989 році. Під час останнього ремонту зовнішні стіни над опасанням оббили пластиком. Церква належить до пам'яток архітектури місцевого значення. Святиню використовує громада УГКЦ.
Приземиста тризрубна одноверха церква стоїть в центрі села, 140 метрів на південь від головної дороги, на південь недалеко школи, на схилі. При західній стіні бабинця прибудували рівноширокий зашклений ганок, з півдня і з півночі до вівтаря — невеликі захристії.
Стіни під опасанням оббиті дерев'яною вагонкою «під ялинку», восьмерик нави давно під бляхою. З півдня, вище по схилу від церкви збереглася дерев'яна триярусна дзвіниця, стіни всіх трьох ярусів якої ошальовані дерев'яною вагонкою.
Церква належить до пам'яток архітектури місцевого значення. Святиню використовує громада УГКЦ.

## Населення

### Мова
Розподіл населення за рідною мовою за даними перепису 2001 року:
| Мова            | Кількість | Відсоток |
| --------------- | --------- | -------- |
| українська      | 1713      | 99.42%   |
| російська       | 7         | 0.41%    |
| інші/не вказали | 3         | 0.17%    |
| Усього          | 1723      | 100%     |